# Фрегаты типа «Нилгири»
Фрегаты типа «Нилгири» (также Проект 17A) — серия фрегатов ВМС Индии, являющихся дальнейшим развитием фрегатов проекта 17 «Шивалик». Всего на верфях Mazagon Dock и GRSE планируется построить семь таких кораблей.
Корабли были названы в честь первых крупных военных кораблей, построенных в Индии, а они, в свою очередь, были названы в честь горных хребтов.
Строительство первого корабля началось в 2017 году, а его сдача ожидается к 2022 году. Судно будет включать в себя новейшие функции малозаметности.

## Проектирование
В проекте 17А будет применён опыт создания фрегатов типа «Шивалик» (проект 17). Этот тип значительно превзойдёт своего предшественника с точки зрения скрытности. Корабли будут иметь крытую швартовую палубу, а количество антенн на корабле будет сокращено за счёт использования РЛС EL/M-2248 MF-STAR с активной ФАР. Корабли проекта 17A также будет отличаться улучшенной стабилизацией крена и скрытным визуальным профилем. Основными системами вооружения кораблей будут ЗРК Barak 8 и ПКРК «Брамос». Системы вооружения будут размещаться в установках вертикального пуска вровень с палубой. Состав экипажа будет сокращён с существующих 257 (включая 35 офицеров) до примерно 150 за счёт использования высокого уровня автоматизации, что снизит эксплуатационные расходы примерно на 20 процентов и приведёт к повышению эксплуатационной готовности боевых кораблей. Время строительства сократится, а производительность повысится за счёт использования модульной интегрированной конструкции . Водоизмещение корабля составит 6 670 тонн. Итальянская компания Fincantieri подписала контракт с Mazagon Dock Limited на предоставление технических консультаций в рамках проекта 17A. Предполагаемая стоимость серии предположительно составит $7,1 млрд или 510 млрд рупий в ценах 2019 года.

## Строительство
Четыре фрегата будут построены Mazagon Dock Ltd в Мумбаи, ещё три — Garden Reach Shipbuilders & Engineers в Калькутте. Контракт с верфями был подписан в феврале 2015 года. Церемония резки первой стали прошла 17 февраля 2017 года. Ожидается, что первый корабль будет сдан в эксплуатацию к августу 2022 года. 11 марта 2016 года Министерство обороны Индии утвердило расходы $1,8 млрд на комплект вооружения и средств обнаружения для проекта. Фрегаты будут оснащены ЗРК Barak-8ER (LR-SAM), сверхзвуковой противокорабельной ракетой BrahMos, системой РЭБ Ajanta и гидролокатором Humsa-NG. В сентябре 2018 года MDL и GRSE предоставили Bharat Electronics Limited контракт на сумму $1,28 млрд на поставку семи ЗРК «Барак-8». В октябре 2018 года Bharat Electronics Limited подписала с Israel Aircraft Industries сделку на 777 миллионов долларов, чтобы помочь выполнить заказ Barak-8.
Все корабли наследуют названия от одноимённой серии, строившейся начиная с 1972 года, также от горных вершин в Индии: Нилгири, Химгири, Тарагири, Удьягири, Дунагири, Виндхьягири и Махендрагири.

## Состав серии
| Название  | Номер | Номер корпуса | Верфь        | Заложен    | Спущен              | В строю             | Статус         |
| --------- | ----- | ------------- | ------------ | ---------- | ------------------- | ------------------- | -------------- |
| «Nilgiri» |       | 12651         | Mazagon Dock | 28.12.2017 | 28.09.2019          | 08.2022 (ожидается) | Спущен на воду |
|           |       | 12652         | Mazagon Dock | 07.05.2019 |                     | 02.2023 (ожидается) | В постройке    |
|           |       | 12653         | Mazagon Dock | 10.09.2020 |                     | 02.2024 (ожидается) | В постройке    |
|           |       | 12654         | Mazagon Dock |            |                     | 02.2025 (ожидается) | В разработке   |
| «Himgiri» |       | 3022          | GRSE         | 10.112018  | 14.12.2020          | 08.2023 (ожидается) | Спущен на воду |
|           |       | 3023          | GRSE         | 24.01.2020 | 07.2022 (ожидается) | 08.2024 (ожидается) | В разработке   |
|           |       | 3024          | GRSE         | 05.03.2021 |                     | 08.2025 (ожидается) | В разработке   |